# Amphicoma tonkinea
Amphicoma tonkinea är en skalbaggsart som beskrevs av Rudolph Petrovitz 1972. Amphicoma tonkinea ingår i släktet Amphicoma och familjen Glaphyridae. Inga underarter finns listade i Catalogue of Life.